# Etmopterus
Etmopterus es un género de peces esqualiformes de la familia de los etmopteridae. Son conocidos como tiburones linterna, ya que sus vientres pueden brillar en el abismo del mar, y también son los tiburones más pequeños del mundo, algunos no sobrepasan los 25 cm.

## Especies
- Etmopterus baxteri (Garrick, 1957)[1]
- Etmopterus benchleyi V. E. Vásquez, Ebert & Long, 2015[2]
- Etmopterus bigelowi (Shirai & Tachikawa, 1993)[3]
- Etmopterus brachyurus (Smith & Radcliffe, 1912)[4]
- Etmopterus bullisi (Bigelow & Schroeder, 1957)[5]
- Etmopterus burgessi (Silva & Ebert, 2006)[6][7]
- Etmopterus carteri (Springer & Burgess, 1985)[8]
- Etmopterus caudistigmus (Last, Burgess & Séret, 2002)[9]
- Etmopterus compagnoi (Fricke & Koch, 1990)[10]
- Etmopterus decacuspidatus (Chan, 1966)[11]
- Etmopterus dianthus (Last, Burgess & Séret, 2002)[12]
- Etmopterus dislineatus (Last, Burgess & Séret, 2002)[12]
- Etmopterus evansi (Last, Burgess & Séret, 2002)[12]
- Etmopterus fusus Last, Burgess & Séret, 2002[12]
- Etmopterus gracilispinis (Krefft, 1968)[13]
- Etmopterus granulosus (Günther, 1880)[14]
- Etmopterus hillianus (Poey, 1861)[15]
- Etmopterus litvinovi (Parin & Kotlyar, 1990)[16]
- Etmopterus lucifer (Jordan & Snyder, 1902[17]
- Etmopterus molleri (Whitley, 1939)[18]
- Etmopterus perryi (Springer & Burgess, 1985)[19]
- Etmopterus polli (Bigelow, Schroeder & Springer, 1953)[20]
- Etmopterus princeps (Collett, 1904)[21]
- Etmopterus pseudosqualiolus (Last, Burgess & Séret, 2002)[12]
- Etmopterus pusillus (Lowe, 1839)[22]
- Etmopterus pycnolepis (Kotlyar, 1990)[16]
- Etmopterus robinsi (Schofield & Burgess, 1997)[23]
- Etmopterus schmidti (Dolganov, 1986)[24]
- Etmopterus schultzi (Bigelow, Schroeder & Springer, 1953)[20]
- Etmopterus sentosus  (Bass, D'Aubrey & Kistnasamy, 1976)[25]
- Etmopterus spinax (Linnaeus, 1758)[26]
- Etmopterus splendidus (Yano, 1988)[27]
- Etmopterus tasmaniensis (Myagkov & Pavlov, 1986)[28]
- Etmopterus unicolor (Engelhardt, 1912)[29]
- Etmopterus villosus (Gilbert, 1905)[30]
- Etmopterus virens (Henry Bryant Bigelow, Schroeder & Springer, 1953)[20]

## Galería de imágenes

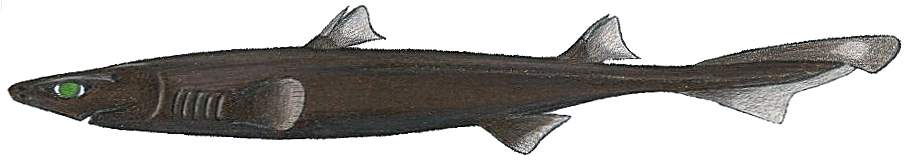
Etmopterus bigelowi
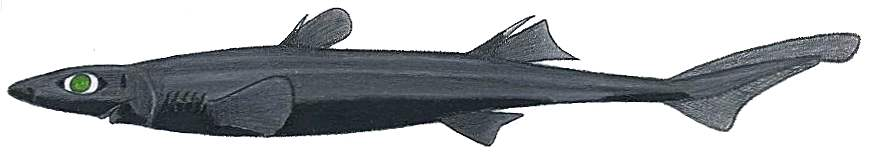
Etmopterus bullisi
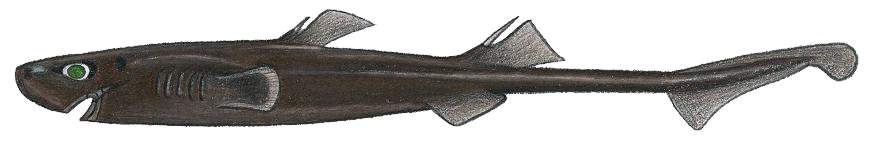
Etmopterus carteri
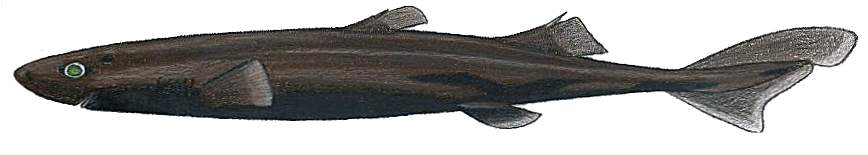
Etmopterus gracilispinis
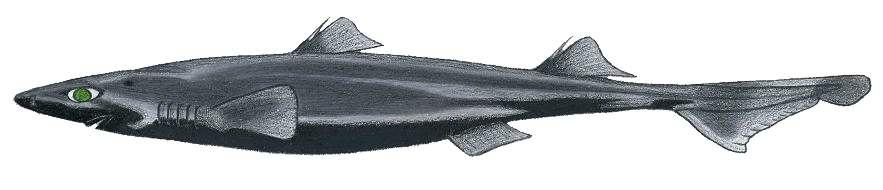
Etmopterus hillianus
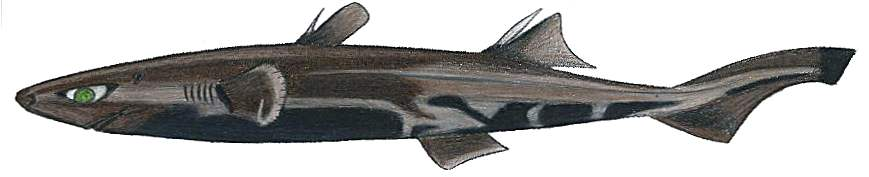
Etmopterus perryi
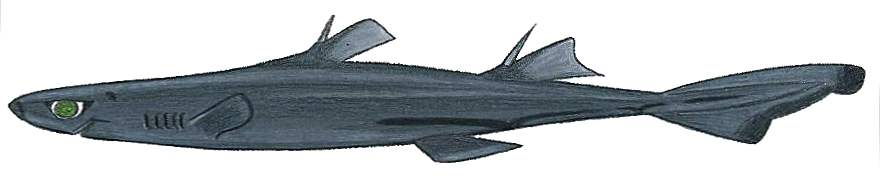
Etmopterus polli
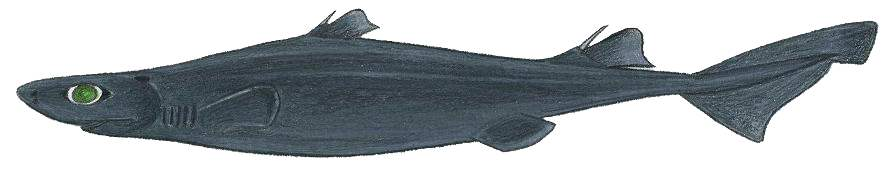
Etmopterus princeps
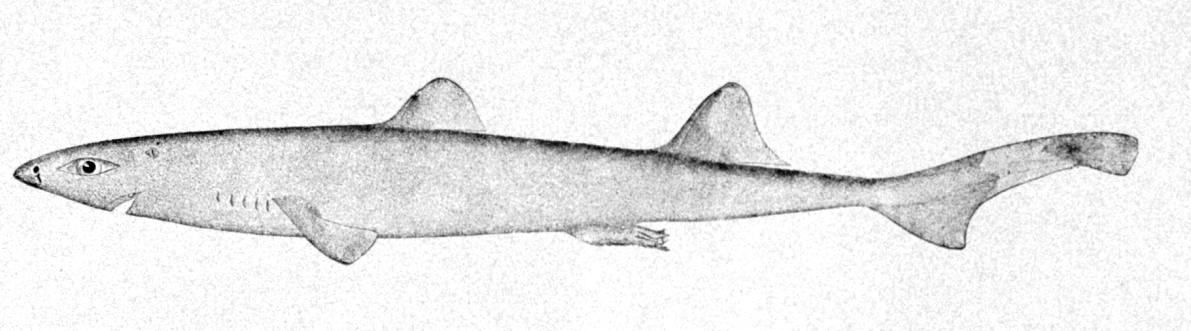
Etmopterus pusillus
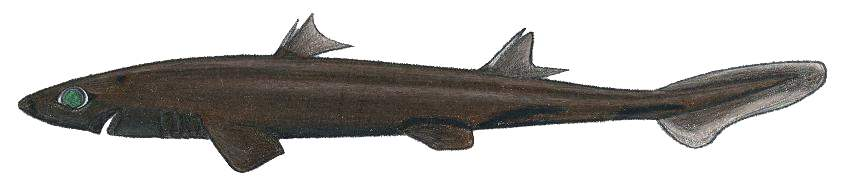
Etmopterus robinsi
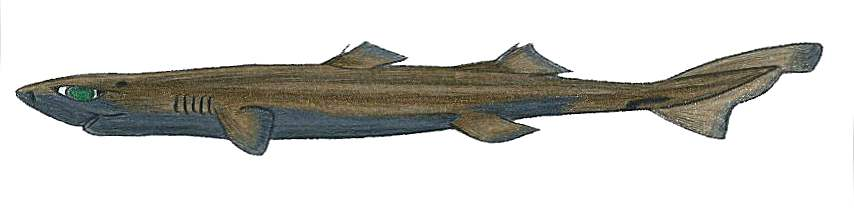
Etmopterus schultzi
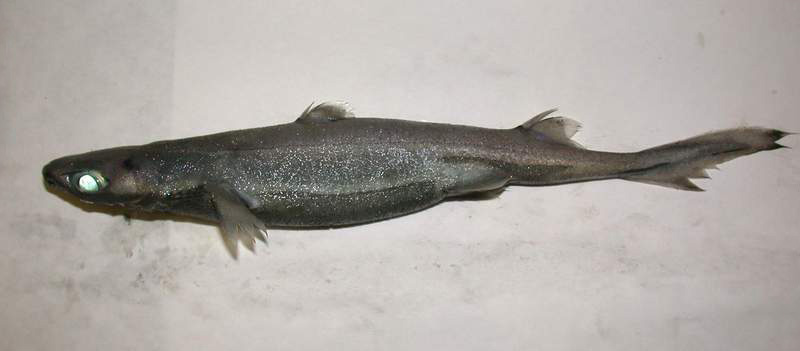
Etmopterus spinax
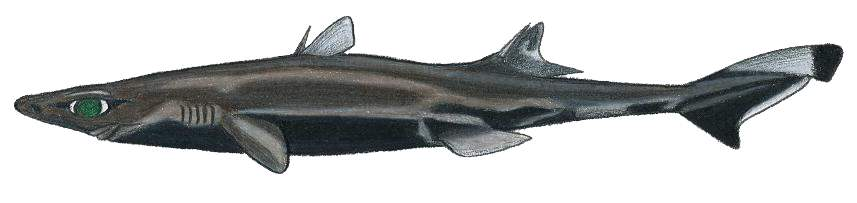
Etmopterus virens